# Декёйпер, Калвин
Калвин Декёйпер (нидерл. Calvin Dekuyper; род. 24 февраля 2000, Остенде, Фламандский регион) — бельгийский футболист, полузащитник клуба «Мандель Юнайтед».

## Клубная карьера
Футболом начинал заниматься в школе клуба «Остенде» из его родного города. В 2013 году перешёл в академию столичного «Серкль Брюгге», в которой, пройдя команды всех возрастов.
В октябре 2019 года в связи с чередой травм игроков основного состава был переведён главным тренером Берндом Шторком в главную команду. Дебют в чемпионате Бельгии у Декёйпера состоялся 26 октября в гостевой игре с «Генком». Калвин вышел в стартовом составе и на 76-й минуте отметился в протоколе жёлтой карточкой, после чего был заменён на Тибо Сомерса.

## Клубная статистика
| Выступление      | Выступление      | Выступление      | Лига | Лига | Кубки | Кубки | Конт.кубки | Конт.кубки | Итого | Итого |
| Клуб             | Лига             | Сезон            | Игры | Голы | Игры  | Голы  | Игры       | Голы       | Игры  | Голы  |
| ---------------- | ---------------- | ---------------- | ---- | ---- | ----- | ----- | ---------- | ---------- | ----- | ----- |
| Серкль Брюгге    | Лига Жюпиле      | 2019/20          | 8    | 0    | 0     | 0     | —          | —          | 8     | 0     |
| Серкль Брюгге    | Итого            | Итого            | 8    | 0    | 0     | 0     | 0          | 0          | 8     | 0     |
| Всего за карьеру | Всего за карьеру | Всего за карьеру | 8    | 0    | 0     | 0     | 0          | 0          | 8     | 0     |